# 木津 (新潟市)
木津（きつ）は、新潟県新潟市江南区の町字。現行行政地名は木津一丁目から木津五丁目と大字木津。住居表示は一丁目から五丁目が実施済み区域、大字が未実施区域。郵便番号は950-0206。

## 概要
1901年（明治34年）から現在までの大字。及び2000年から現在までの町名。小阿賀野川右岸に位置する。1877年（明治10年）から1901年（明治34年）まであった木津村の区域の一部。

### 隣接する町字
北から東回り順に、以下の町字と隣接する。
- 横越
- 沢海
- 二本木
- 城所

※阿賀野川を挟んで阿賀野市下黒瀬と隣接。小阿賀野川を挟んで秋葉区七日町、大蔵、荻島と隣接。

## 歴史

### 分立した町字
1889年（明治22年）以後に、以下の町字が分立。
木津工業団地（きつこうぎょうだんち）
2000年（平成12年）10月2日に木津から分立した町字。

### 年表
- 1901年（明治34年）11月1日 : 合併により横越村の大字となる。
- 1996年（平成8年）11月1日 : 横越村が町制施行したため、横越町の大字となる。
- 2000年（平成12年）10月2日 : 一部が木津、木津工業団地となる[5]。
- 2001年（平成13年）10月1日 : 一部が木津5丁目となる[7]。
- 2005年（平成17年）10月10日 : 合併により新潟市の大字となる。
- 2007年（平成19年）4月1日 : 新潟市の政令指定都市移行により、江南区の大字となる。

## 世帯数と人口
2018年（平成30年）1月31日現在の世帯数と人口は以下の通りである。
| 丁目       | 世帯数  | 人口  |
| ---------- | ------- | ----- |
| 木津一丁目 | 82世帯  | 243人 |
| 木津二丁目 | 43世帯  | 121人 |
| 木津三丁目 | 63世帯  | 180人 |
| 木津四丁目 | 47世帯  | 144人 |
| 木津五丁目 | 67世帯  | 193人 |
| 計         | 302世帯 | 881人 |

## 小・中学校の学区
市立小・中学校に通う場合、学区は以下の通りとなる。
| 大字・丁目 | 番地 | 小学校             | 中学校             |
| ---------- | ---- | ------------------ | ------------------ |
| 木津       | 全域 | 新潟市立横越小学校 | 新潟市立横越中学校 |
| 木津一丁目 | 全域 | 新潟市立横越小学校 | 新潟市立横越中学校 |
| 木津二丁目 | 全域 | 新潟市立横越小学校 | 新潟市立横越中学校 |
| 木津三丁目 | 全域 | 新潟市立横越小学校 | 新潟市立横越中学校 |
| 木津四丁目 | 全域 | 新潟市立横越小学校 | 新潟市立横越中学校 |
| 木津五丁目 | 全域 | 新潟市立横越小学校 | 新潟市立横越中学校 |

## 交通

### 道路
- 国道49号（横雲バイパス）
  - 木津インターチェンジ

- 新潟県道17号新潟村松三川線
- 新潟県道247号沢海酒屋線